# Gianluigi Roveta
Gianluigi Roveta (ur. 21 maja 1947 w Turynie) – włoski piłkarz, grający na pozycji obrońcy.

## Kariera piłkarska

### Kariera klubowa
Wychowanek Juventusu, w barwach którego w 1968 rozpoczął karierę piłkarską.. W 1972 przeszedł do Mantovy. W 1973 został piłkarzem Novary, w której zakończył karierę piłkarską w roku 1974.

### Kariera reprezentacyjna
Rozegrał jeden mecz w młodzieżowej reprezentacji Włoch U-23.

## Sukcesy i odznaczenia

### Sukcesy klubowe
Juventus
- mistrz Włoch: 1971/72